# 파렛트 (게임 브랜드)
파렛트(일본어: ぱれっと 파렛토[*], PALETTE)는 주식회사 클리어레이브 산하로 2002년 설립된 일본의 비주얼 노벨 제작사이다. light의 서브 브랜드 'Rateblack'의 스태프가 독립하여 설립되었다.

## 작품 목록

### 파렛트
| #  | 발매일           | 제목                                                                       | 원화                      | 시나리오                                                       | 음악                             |
| -- | ---------------- | -------------------------------------------------------------------------- | ------------------------- | -------------------------------------------------------------- | -------------------------------- |
| 1  | 2002년 9월 27일  | 하치미츠정에서 뺨에 쪽 はちみつ荘deほっぺにチュウ                          | 타마히요 (たまひよ)       | 요네무라 준이치 (米村純一)                                     | 카시와마루 (かしわ丸)            |
| 2  | 2003년 4월 25일  | 복수의 여신 -Nemesis- (復讐の女神 -Nemesis-)                               | 타마히요 (たまひよ)       | 후타미 아오이 (双海葵)                                         | 카시와마루 (かしわ丸)            |
| 3  | 2004년 2월 27일  | 사랑 cute! 너를 사랑하고 있어 (愛cute! キミに恋してる)                     | 타마히요 (たまひよ)       | 응. (ん。) 코렛트 (これっと)                                   | 카시와마루 (かしわ丸)            |
| 4  | 2005년 3월 25일  | MERI+DIA ~마리아 디아나~ (MERI+DIA ～マリアディアナ～)                     | 타마히요 (たまひよ)       | 응. (ん。)                                                     | 카시와마루 (かしわ丸)            |
| 5  | 2006년 2월 24일  | 만약 내일이 맑다면 (もしも明日が晴れならば)                                | 쿠스쿠스(くすくす)        | NYAON                                                          | 히구치 히데키 (樋口秀樹) BURTON  |
| 6  | 2007년 2월 23일  | MP (えむぴぃ)                                                              | 타마히요 (たまひよ)       | 응. (ん。)                                                     | BURTON                           |
| 7  | 2008년 1월 25일  | 사쿠라 슈트랏세 (さくらシュトラッセ)                                       | 쿠스쿠스(くすくす)        | NYAON                                                          | 히구치 히데키 (樋口秀樹) BURTON  |
| 8  | 2008년 8월 29일  | 사쿠란보 슈트랏세 (사쿠라 슈트랏세 팬디스크) (さくらんぼシュトラッセ)      | 쿠스쿠스(くすくす)        | NYAON                                                          | 히구치 히데키 (樋口秀樹) BURTON  |
| 9  | 2009년 10월 30일 | 새하얀 색 심포니 (ましろ色シンフォニー)                                    | 이즈미 츠바스(和泉つばす) | 호즈미 케이 (保住圭) 오르겔 (おるごぅる) 키타가와 하레(北川晴) | BURTON                           |
| 10 | 2010년 7월 30일  | 스틸 My 하트 (すてぃ〜るMyはぁと)                                          | 타마히요 (たまひよ)       | 키무라 코로야 (木村ころや) 타나카 이치로 (田中一郎) 응. (ん。) |                                  |
| 11 | 2011년 11월 25일 | 맑음 때때로 여우비 (晴れときどきお天気雨)                                  | 쿠스쿠스(くすくす)        | NYAON                                                          | BURTON                           |
| 12 | 2013년 2월 28일  | 모두 바쳐버려! (みんな捧げちゃう！)                                        | 타마히요 (たまひよ)       | 타니카와 타카미 (たにかわたかみ) 가노스 (がのす)               |                                  |
| 13 | 2014년 6월 27일  | 사랑이 필 무렵의 벚꽃철 (恋がさくころ桜どき)                               | 이즈미 츠바스(和泉つばす) | 미나세 미라이 (みなせ未來)                                     | BURTON                           |
| 14 | 2017년 4월 28일  | 9-nine- 아홉 개 아홉 날 아홉 색깔 (9-nine-ここのつここのかここのいろ)      | 이즈미 츠바스(和泉つばす) | 카즈키후미 (かずきふみ)                                        | 아부카와 오사무 (アブカワオサム) |
| 15 | 2018년 4월 27일  | 9-nine- 하늘 색 하늘 노래 하늘의 소리 (9-nine- そらいろそらうたそらのおと) | 이즈미 츠바스(和泉つばす) | 카즈키후미 (かずきふみ)                                        | 아부카와 오사무 (アブカワオサム) |

### 파렛트 퀄리아
1. 오토메*도메인 (オトメ＊ドメイン) (2016년 6월 24일 발매)
  - 원화: 타테카와 마코 (館川まこ)
  - 시나리오: NYAON